# Anto Stanislav Živković
Anto Stanislav Živković (Zenica, 7. svibnja 1940.), hrvatski i bosanskohercegovački rudarski inženjer

## Živopis
Rodio se u Zenici. Studirao u Zagrebu na Rudarskom odjelu tadašnjega Tehnološkog fakultetu. Zaposlio se u rudniku lignita Kreka 1963 godine. Također je radio kao glavni inženjer i tehnički direktor u rudnicima Šićki Brod, Dobrnja i Šikulje. Od 1980. do 1990. predavao je predmet Postrojenja za površinsku eksploataciju na Rudarsko-geološkom fakultetu u Tuzli. U Zagrebu je doktorirao 1992. na Rudarsko-geološko-naftnom fakultetu u Zagrebu. Od 1993. radi na toj ustanovi. Redoviti profesor na tom fakultetu je od 2004. godine. Znanstveni i stručni interes bili su mu tehnologija iskorištavanja mineralnih sirovina. Bio je istaknuti pionir na istraživanjima u svezi s uvođenjem kontinuirane tehnologije otkopavanja, prijevoza i odlaganja na površinskim kopovima u teškim rudarsko-geološkim uvjetima. Jednim od nositelja projekta izgradnje prvoga rotornog bagera u bivšoj Jugoslaviji.

## Djela
- Rudarski strojevi (1999.), koautor[1]
- Podzemna eksploatacija mineralnih sirovina (2002.), koautor[1]